# 联邦直辖区
联邦直辖区是马来西亚由联邦政府管辖的一级行政区，由吉隆坡、纳闽、布城三个地区组成。吉隆坡联邦直辖区于1974年成立；纳闽联邦直辖区和布城联邦直辖区随后于1984年和2001年相继成立。
这三个联邦直辖区由联邦政府下的联邦直辖区部直接管辖，不隶属于任何州属。这三个联邦直辖区过去因种种原因而从原属州属被划分出来割让给联邦政府。吉隆坡是马来西亚首都；布城是行政首都和联邦政府的行政中心；而纳闽则是联邦政府在东马设立的离岸金融中心。吉隆坡和布城为雪兰莪州的内飞地，纳闽则是沙巴州沿海岛屿。在每年的2月1日，吉隆坡、纳闽和布城都会庆祝联邦直辖区日。

## 历史背景
吉隆坡联邦直辖区和布城联邦直辖区原属于雪兰莪州；而纳闽联邦直辖区则原属于沙巴州。

### 吉隆坡

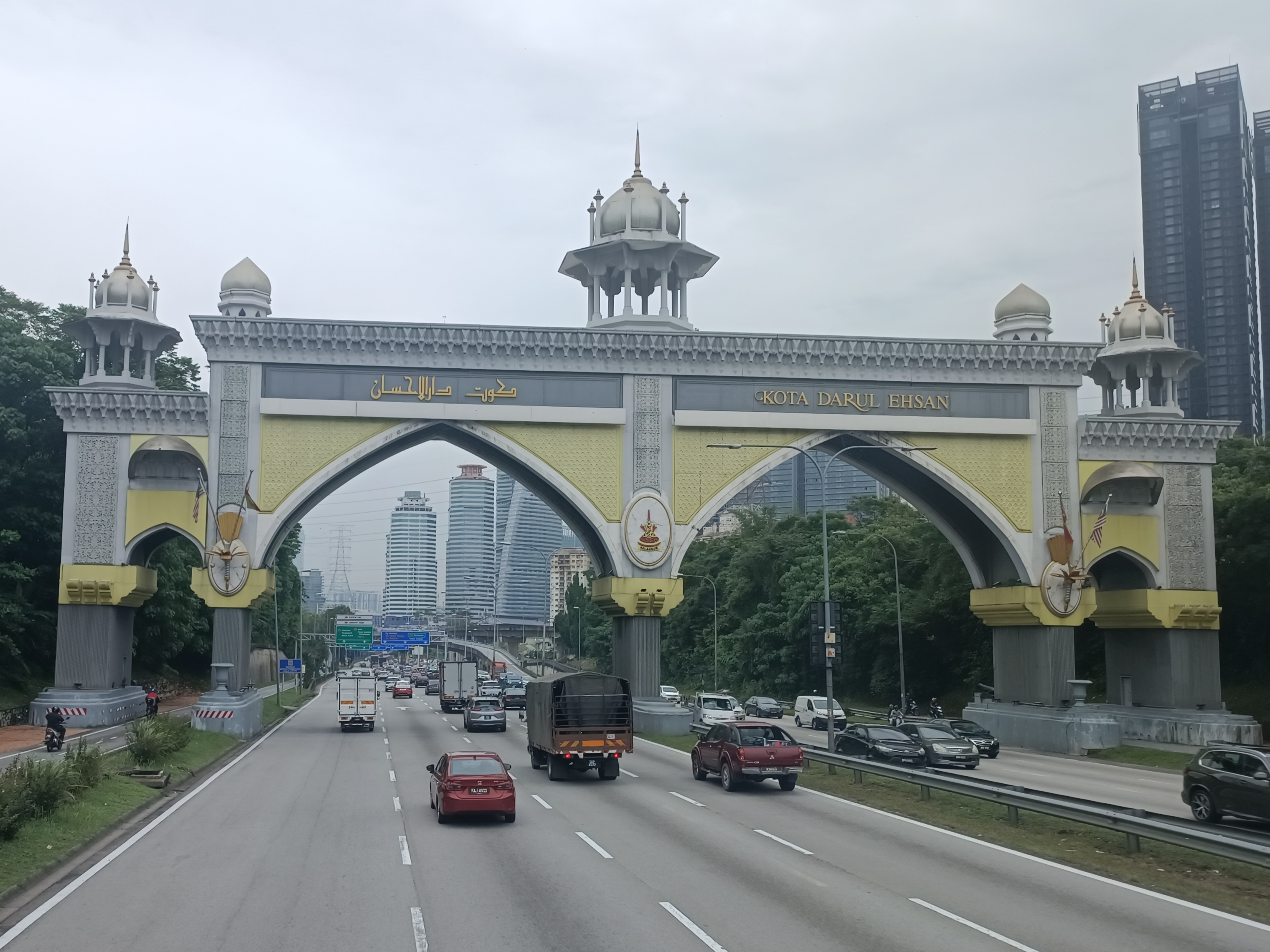
雪兰莪牌楼—联邦政府为感谢雪兰莪州苏丹将吉隆坡于1974年割让予联邦政府，而特意兴建。

雪兰莪州首府吉隆坡于1948年起成为英属马来亚联合邦（以及后来马来亚联合邦和马来西亚）的首都。自1957年从大英帝国独立起，联邦和雪兰莪州一直都由联盟党（后来的国民阵线）执政。然而，在1969年的选举中，联盟党虽然保住了联邦的执政权，但在雪兰莪州议会中失去多数席位，失去雪兰莪州的执政权。该选举也导致了吉隆坡的一场重大种族骚乱－五一三事件。
人们意识到，作为联邦首都，如果吉隆坡仍然是雪兰莪州的一部分和雪兰莪州的首府，当联邦政府和雪兰莪州政府被不同政党控制时，可能会发生冲突。以时任首相敦阿都拉萨为首的联邦政府随后提出了一个解决方案，那就是将吉隆坡从雪兰莪州分割出来，由联邦政府直接统治。1974年2月1日，联邦政府与雪兰莪州政府签署《吉隆坡联邦直辖区协定》，自此吉隆坡成为马来西亚第一个联邦直辖区。雪兰莪州政府后来也从吉隆坡搬迁至新的州首府莎阿南。

### 纳闽
纳闽岛是沙巴州大陆海岸附近的一个岛屿，被联邦政府选中发展为离岸金融中心和联邦政府位于东马的行政中心。1984年4月16日，时任首相马哈迪·莫哈末与沙巴首席部长哈里斯沙烈签署《纳闽联邦直辖区协定》，纳闽成为马来西亚第二个联邦直辖区。

### 布城
因吉隆坡土地有限且面对过度拥挤的问题，时任首相马哈迪·莫哈末于90年代末开始规划和建立布城，旨在取代吉隆坡成为新的联邦政府所在地。1999年，联邦政府开始将联邦政府行政机构所在地从吉隆坡搬迁至布城，而当时兼任最高元首的雪兰莪州已故苏丹沙拉胡汀·阿都阿茲沙再次被要求将原属于雪兰莪州的布城割让给联邦政府，联邦政府与雪兰莪州政府展开协商后签署《布城联邦直辖区协定》。2001年2月1日，布城正式成为马来西亚第三个联邦直辖区和事实上的行政首都。

## 行政管理
所有联邦直辖区都有各自的地方政府或管理机构负责管理各自地区的公共事务。吉隆坡由吉隆坡市政局管理，地方首长为市长；纳闽由纳闽管理局管理，地方首长为局长；而布城则由布城管理局，地方首长为局长。
自2004年3月27日起，所有联邦直辖区内的地方政府和管理机构隶属于马来西亚联邦直辖区部，接受该部门管辖。

## 争议

### 联邦直辖区扩张争议
2017年2月1日，时任联邦直辖区部长东姑安南在电台接受访问时认为政府可以将槟城州、马六甲州和吉打州浮罗交怡岛的部分地区列入联邦直辖区，并指联邦政府的直接管辖可为上述地区带来更多的拨款及关注，引起各方争议。其中时任槟城首席部长林冠英对东姑安南的建议提出反对，并认为他的言论已经抵触联邦宪法和威胁团结，并报案指控东姑安南煽动。槟城州政府所属联盟希望联盟之后也在槟城和雪兰莪发起“我♥️槟城”运动以示反对东姑安南的建议。而“我♥️槟城”也在之后被应用在许多地方如免费巴士服务、组屋区墙壁以及槟城州政府的其他政策。
时任马六甲首席部长依德利斯哈伦则赞赏东姑安南的言论，并认为他“具有前瞻性眼光”，惟并非落实的最佳时机。

### 联邦直辖区部废除争议
2018年5月9日马来西亚政权交替后，管理联邦直辖区的联邦直辖区部部长由首次由非联邦直辖区的国会议员，即卡立阿都沙末就任，而非原本计划废除该部门。2018年11月3日，卡立沙末表示将会把联邦直辖区部易名，并从房地部纳入城乡规划局和国家景观局作为其下部门。2020年马来西亚政治危机后，国民联盟取代希望联盟执政，此计划也因此作废。